# SMS Kronprinzessin Erzherzogin Stephanie (1887)
«Кронпринцессін Ерцгерцоґін Штефані» (нім. Kronprinzessin Erzherzogin Stephanie) — барбетний броненосець ВМС Австро-Угорщини.
Свою назву броненосець отримав на честь Кронпринцеси Стефанії Бельгійської, дружини Кронпринца Рудольфа.

## Будівництво
Броненосець «Стефанія» був закладений одночасно з «Кронпринцом Ерцгерцогом Рудольфом», але доволі відрізнявся конструкцією, в тому числі висотою борту — масивний броненосець «Кронпринц Ерцгерцог Рудольф» був помітно вищим від броненосця «Кронпринцесса Ерцгерцогиня Стефанія».

## Конструкція
Водотоннажність 5 150 тонн, довжина між перпендикулярами 85 метрів .

### Бронювання

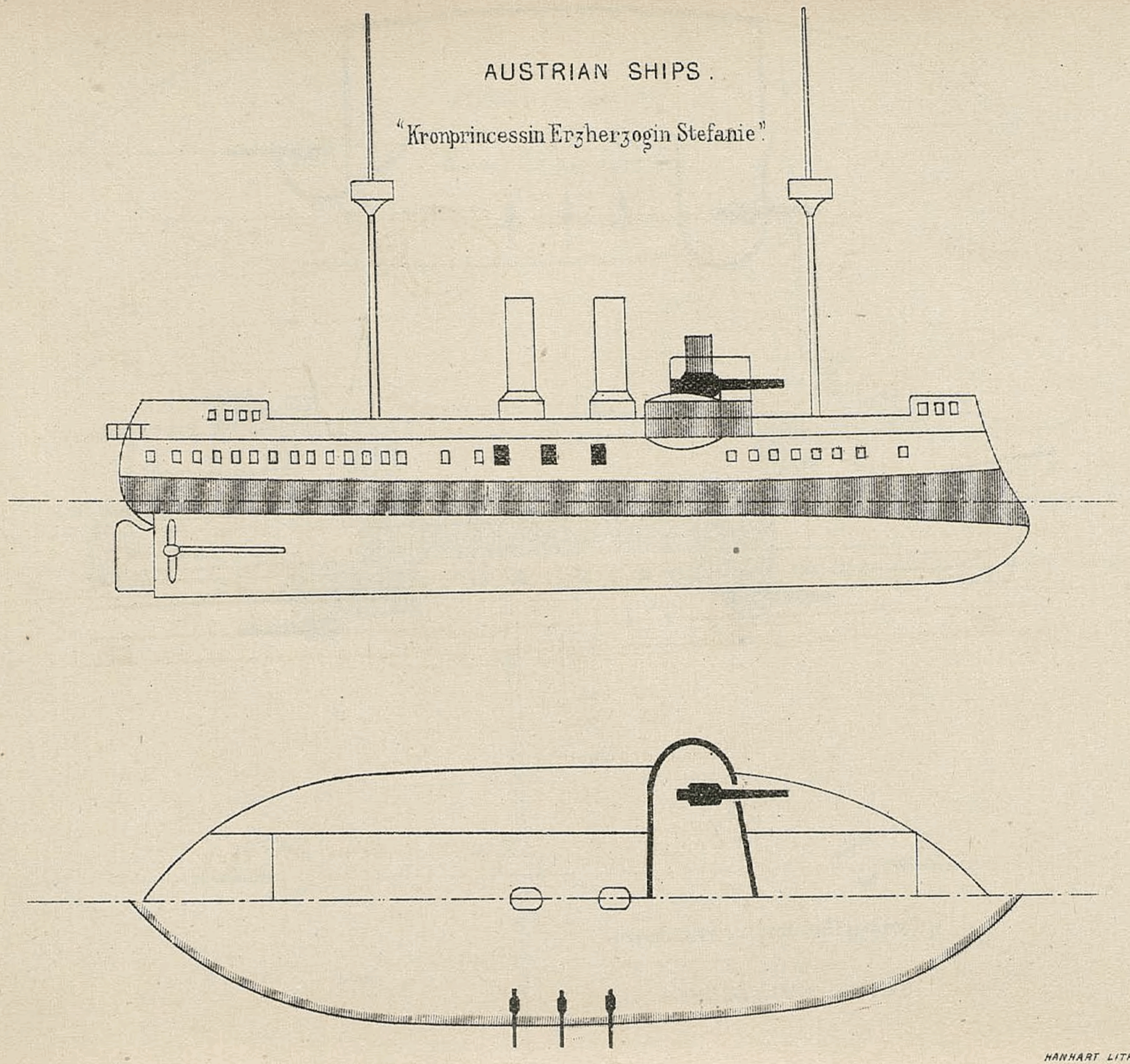
Схема броненосця «Кронпринцессін Ерцгерцоґін Штефані» з позначенням броні та розміщенням артилерії

Броня сталево-залізна, броньових траверсів не було. Товщина барбетів — 200 мм, палуби — 25 мм. На відміну від броненосця «Кронпринц Ерцгерцог Рудольф», броньовий пояс покривав усю ватерлінію, що обмежувало його товщину. Він досягав 228 мм.

### Озброєння
Дві гармати головного калібру розміщувалися у бортових барбетах, кормової гармати не було, через що бортовий залп зводився до лише одного пострілу головного калібру.
Гармати середнього калібру розташовувалися в тісній неброньованій батареї і могли вийти з ладу від попадання одного снаряда. Були встановлені два торпедні апарати .

### Силова установка
Двогвинтова машинна установка мала потужність до 11 000 к. с. і дозволяла розвивати швидкість ходу до 17 вузлів .

## Служба

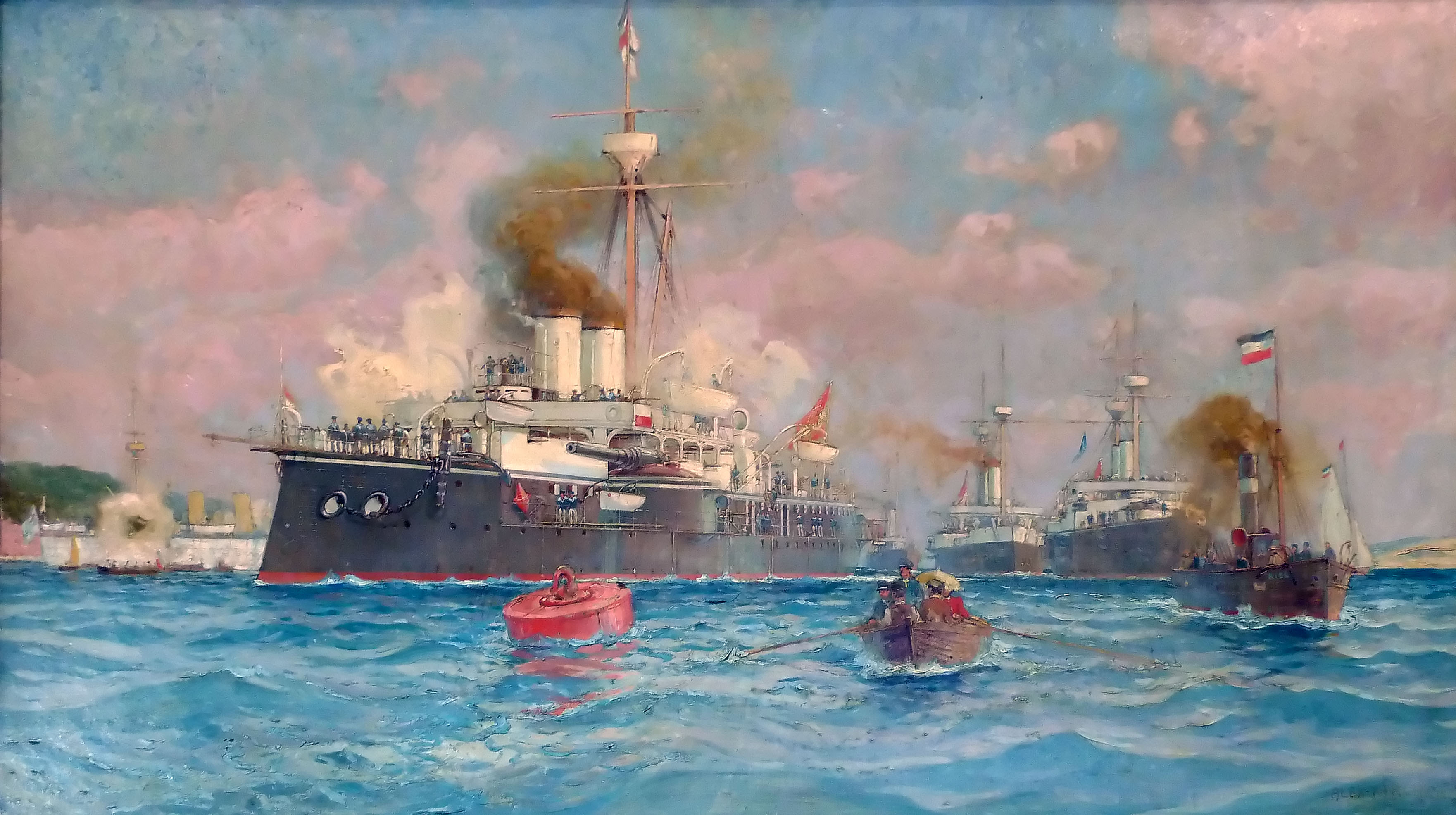
На картині художника Александра Кіршнера зображено маневри у Кілі у січні 1890 року, «Кронпринцессін Ерцгерцоґін Штефані» остання в колоні

Відразу ж після вступу у дію в 1890 році броненосець брав участь у спільних з німецьким флотом маневрах.
Брав участь у складі Міжнародної ескадри, яка намагалася врегулювати ситуацію, пов'язану з антиосманським повстанням на Криті. Броненосець був флагманом австро-угорського контингенту, який включав також броньований крейсер, «Кайзерін унд Кьоніґін Марія Терезія», три торпедні крейсери, три ескадрені міноносці і вісім міноносців. Це був третій за розміром контингент у складі ескадри після британського та італійського. Проте Австро-Угорщина відкликала свої кораблі зі складу ескадри у березні 1898, оскільки була незадоволена рішенням про створення Критської держави під сюзеренітетом Османського султана.
У Першій світовій війні цей уже застарілий на той час корабель практичної участі не брав. Броненосець був у строю 28 років, але за цей час нічим не відзначився.
Завершилася служба здачею на злам кілька років після закінчення війни.